# Lavena Ponte Tresa
Lavena Ponte Tresa – miejscowość i gmina we Włoszech, w regionie Lombardia, w prowincji Varese.
Według danych na rok 2004 gminę zamieszkuje 5221 osób, 1305,2 os./km².

## Miasta partnerskie
- Mesoraca, Francja